# Село Султанбека Кожанова
Султанбека Кожанова (каз. Сұлтанбек Қожанов, до 2007 г. — Спецхозобъединение) — село в Сауранском районе Туркестанской области Казахстана. Входит в состав Ушкаикского сельского округа. Код КАТО — 512653300.

## Население
В 1999 году население села составляло 836 человек (436 мужчин и 400 женщин). По данным переписи 2009 года, в селе проживало 636 человек (344 мужчины и 292 женщины).